# Porallée
 (août 2015).
Si vous disposez d'ouvrages ou d'articles de référence ou si vous connaissez des sites web de qualité traitant du thème abordé ici, merci de compléter l'article en donnant les références utiles à sa vérifiabilité et en les liant à la section « Notes et références ».

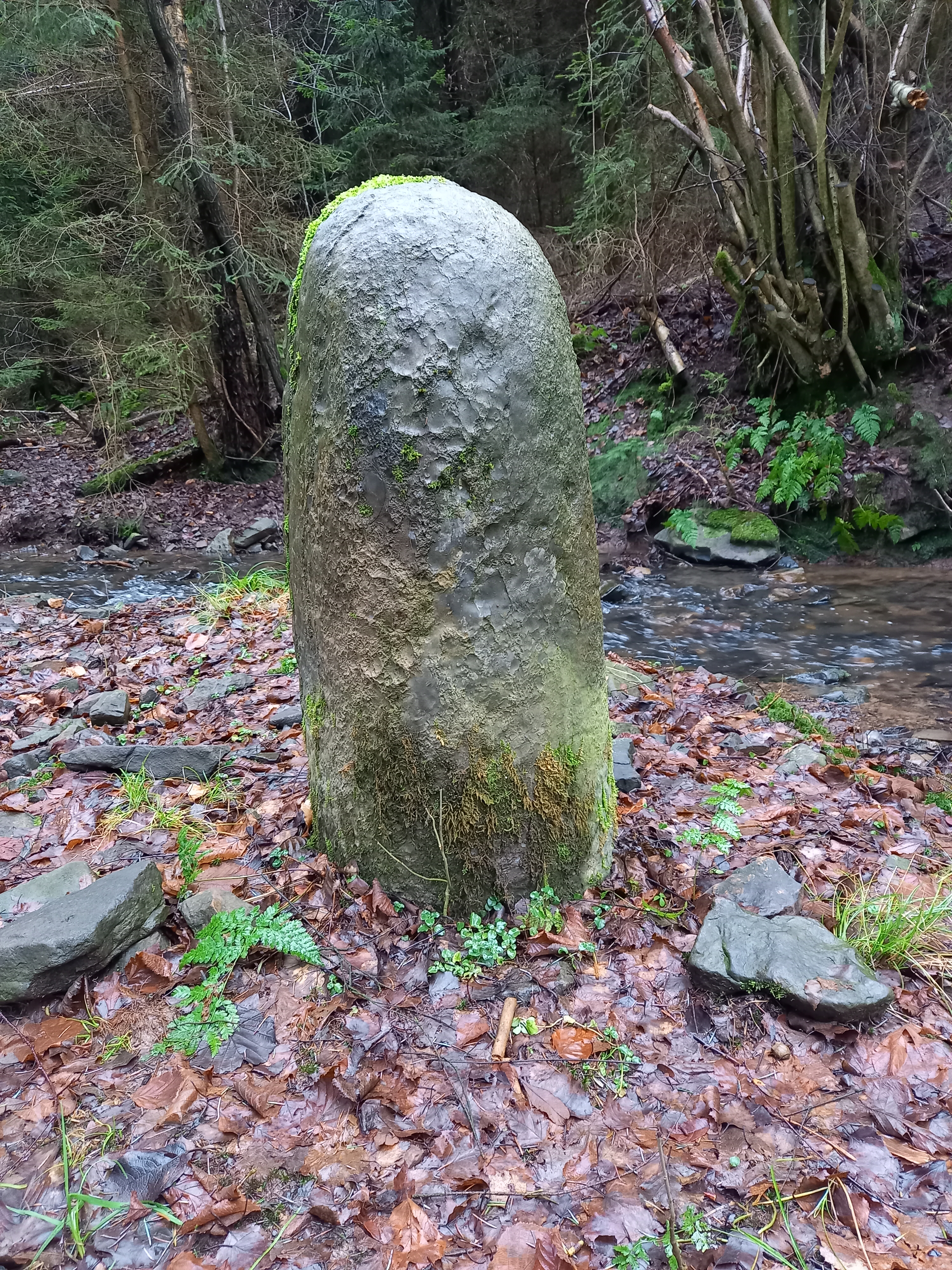
Ancienne borne N° 1 (1833) bornant la Porallée sur les hauteurs de Remouchamps, délimitant désormais les territoires communaux d'Aywaille et de Theux. Ces bornes se trouvent pour la plupart sur le chemin désormais connu sous le nom de "Voie de la Porallée"

La Porallée est un ancien territoire situé le long de la vallée de l'Amblève dans la région d'Aywaille en province de Liège (Belgique). Elle   faisait partie des duchés de Limbourg (à l'ouest) et de Luxembourg (à l'est).

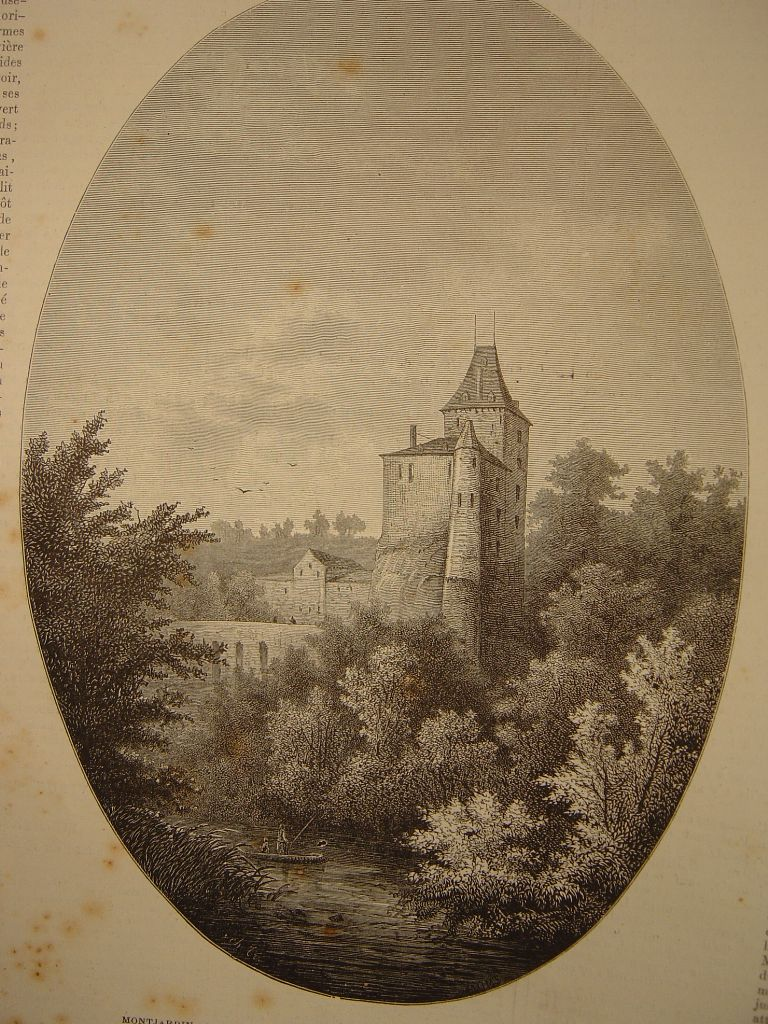
Le château de Montjardin à Remouchamps par Ch.Trumper

Armoiries des Montjardin, vassaux des duchés de Limbourg et de Luxembourg

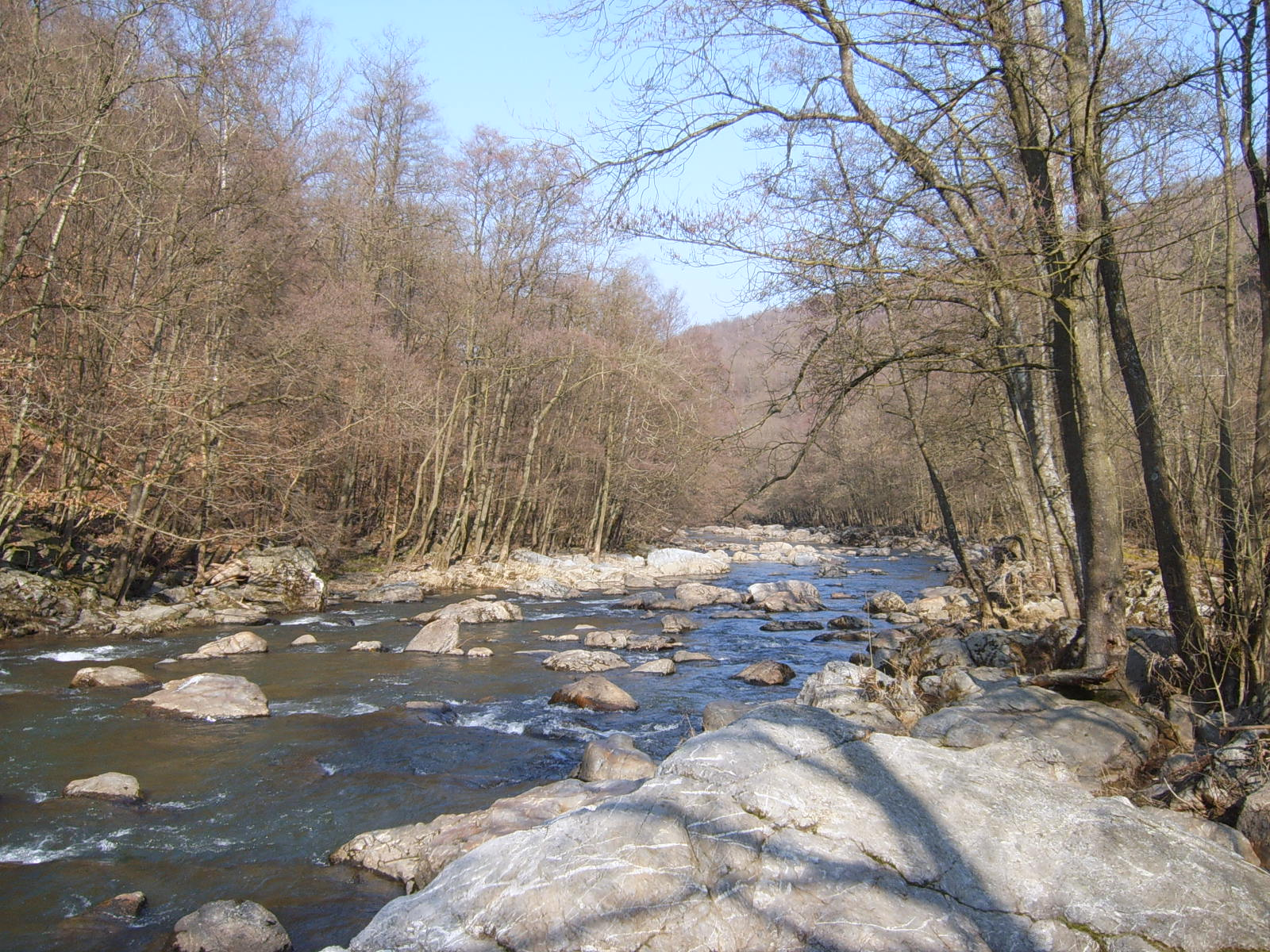
L'Amblève aux Fonds de Quareux, limite de la Porallée

## Histoire[1]ou légende
On ne connaît pas la date exacte mais c'est au début du XIIIe siècle qu'un seigneur (ou une dame) du château de Montjardin à Remouchamps aurait fait don à son chasseur (Emprardus li Brakni) du droit de chasse, de pêche, de culture et d'élevage sur son territoire. À sa mort en 1230, ce chasseur aurait légué ses droits aux habitants de la région (Sougné) à condition de ne jamais y bâtir de maison et à charge de prier Dieu pour le repos de leur âme,,. Ces terrains sont désignés dans tous les actes sous le nom de la Porallée miraculeuse Dieu et Saint-Pierre d’Aywaille.
Quand le pays devient français, le territoire de la Porallée est nationalisé.
Ensuite, par décret de 1810, il repasse dans le patrimoine communal et chaque détenteur de parcelles de terre en conserve la jouissance comme par le passé, moyennant un coût de location très modeste appelé les aisances. Chaque mois, à la table du Conseil Communal d’Aywaille, des dossiers relatifs à ce droit ancestral sont abordés.

## Étymologie
La Porallée pourrait venir des mots "pour aller". En effet, le territoire de la Porallée faisait partie des duchés de Limbourg (à l'ouest) et de Luxembourg (à l'est). Les habitants pouvaient aller et venir à leur gré d'un duché à l'autre sans payer de taxe ni de dîme. Il s'agissait d'une zone franche. Ils avaient même la possibilité de cultiver un champ, de mettre du bétail en pâture, de prélever du bois de chauffage et de pêcher dans l'Amblève. Le tout gratuitement. Toutefois, il leur était interdit d’y bâtir ou d'y ériger une construction. En cas de litige, les cours d'Aywaille, Remouchamps et Henumont rendaient des décisions de justice appelées records.
Une autre étymologie possible serait "Pour allen" mélange de vieux français et de bas allemand signifiant pour tous. Une troisième hypothèse serait "pour alleu" signifiant pour pleine propriété.  

## Limites
La Porallée était un territoire de zone franche et n'est donc pas une ancienne voie de communication comme la Vecquée. L'actuel large chemin forestier  appelé Voie de la Porallée qui va de la N.697 (Remouchamps - La Reid) à Ville-au-Bois en passant près des sources du Ninglinspo était en fait la frontière orientale de ce territoire. Elle marque encore aujourd'hui la limite communale entre Aywaille et Theux. La Porallée a aussi donné son nom à une avenue d'Aywaille qui emprunte la N.633 depuis le pont de Remouchamps jusqu'au carrefour avec la N.662 (bretelle vers l'autoroute E 25).
90 % de la Porallée étaient situés sur la rive droite de l'Amblève. Seuls, Montjardin, Dieupart et la partie sud-est d'Aywaille se trouvaient sur la rive gauche.
Les limites du territoire de la Porallée passaient par les villages, hameaux et lieux-dits de Montjardin, Dieupart, Aywaille (côté est), la Vieille Chera, Florzé, Warmoumont, Playe, Hassoumont, Camp Gaillard, Hautregard, Vert-Buisson, la Croix Wathy, Ville-au-Bois, le ruisseau de la Chefna, Quareux, la rivière d’Amblève et Henumont. Son centre géographique était le village de Remouchamps.
L'étendue de la Porallée était d'environ 1900 bonniers en 1836
La Porallée couvrait 4500 bonniers soit environ 40 km2 dont les deux tiers (à l'est) appartenaient au duché de Luxembourg. C'est environ la moitié de la superficie actuelle de la commune d'Aywaille.
Ce dessin représente une procession des villageois se rendant à Dieupart pour y honorer Emprardus le braconnier au XIIIe siècle. Ils portent des tortillons, sortes de petits cierges faits de plusieurs mèches torsadées. Il a été dessiné par Wenceslas Hollar et gravé par Abraham Diepenbeke. 
Le chevalier Joseph de Theux de Montjardin, auteur de la Seigneurie de Montjardin et de la Porallée Miraculeuse a écarté ce dessin de son ouvrage, car il estimait que la représentation du château ne pouvait matériellement pas être fidèle. 
"Le Chasteau de Monjardin auecq la porallee miraculeuse qu'Emprardus braconier du Sr de Monjardina laissé pour l'aisance des manans d'euaille remouchamps et henoulmont. Le dict Emprardus est enterré en l'Eglise de St Pierre a Euaille en l'an 1230 auecq cest Epitaphe IVstVs Venator IaCet hIC VIrtVtIs aMator, et 400 ans après ayant sa tombe estè ouuerte fust son corps trouvé encore entier en presence de pluseurs qui vivent encores presentement. Le tout en Conformité d'une peinture ancienne faicte des ancestres en l'Eglise de Sougné Paroiche de Monjardin. 
Ab: a Diepenbeeke délineavit     W Hollar fecit  1650"

## Sources et liens externes
- Légende de la Porallée et carte de la Porallée (page 3)